# Dobrovolszky Ágnes
Dobrovolszky Ágnes magyar manöken, modell, fotómodell.

## Élete
Dobrovolszky Ágnes az 1970-80-as évek manökenje.
A francia és a német nyelvet beszéli. Érettsegi után vágó volt a MAFILM-nél. 1975-ben jelentkezett manökennek. Elvégezte a három hónapos tanfolyamot, amelyen jazzbalettet, mozgást, színészmesterséget, akrobatikát tanult, és fotómodell és manöken oklevelet szerzett az Állami Artistaképző Intézet manöken és fotómodell szakán. 
Elsőként a Divatcsarnok kereste meg, nyári divatbemutatón vett részt az Várkert Bazárban, majd az őszi BNV következett.
Ettől kezdve felfelé ívelt a pályája. 
Látható volt tévé- és mozireklámfilmekben, vásárokon, divatbemutatókon, plakátokon, képes újságok hasábjain. Reklámozott ékszert, tejet, dezodort, és a havonta megjelenő Módi filmben is szerepelt. 
Külföldön is mutatott be ruhákat, a Hungarotex, a Magyar Divat Intézet, az OKISZ Labor által például Angliában, Franciaországban, Kuvaitban, az Egyesült Arab Emírségekban.
Dobrovolszky Ágnes fotóját a Magyar Divat Intézet (MDI) bemutatójáról az MTI Archívuma is őrzi.
Több évtizeden át volt ismert, kiemelkedő manöken.

## Fotósai voltak
többek közt: Bacsó Béla, Tulok András, Lengyel Miklós, és Módos Gábor fotóművészek.